# Saiva (Jokkmokks socken, Lappland, 740964-161241)
Saiva är en sjö i Jokkmokks kommun i Lappland och ingår i Luleälvens huvudavrinningsområde. Sjön har en area på 0,0949 kvadratkilometer och ligger 417,9 meter över havet. Saiva ligger i Pärlälvens fjällurskog Natura 2000-område.

## Delavrinningsområde
Saiva ingår i det delavrinningsområde (741056-161152) som SMHI kallar för Mynnar i Karatj. Medelhöjden är 501 meter över havet och ytan är 7,76 kvadratkilometer. Det finns ett avrinningsområde uppströms, och räknas det in blir den ackumulerade arean 27,8 kvadratkilometer. Vattendraget som avvattnar avrinningsområdet har biflödesordning 4, vilket innebär att vattnet flödar genom totalt 4 vattendrag innan det når havet efter 277 kilometer. Avrinningsområdet består mestadels av skog (77 procent) och sankmarker (19 procent). Avrinningsområdet har 0,26 kvadratkilometer vattenytor vilket ger det en sjöprocent på 3,3 procent.